# Federico Borrell García
Federico Borrell García (né le 3 janvier 1912 à Benilloba et décédé le 5 septembre 1936 au Cerro Muriano dans la province de Cordoue) est un milicien anarcho-syndicaliste espagnol pendant la guerre civile d'Espagne, célèbre pour avoir été faussement identifié comme le sujet de la photographie de Robert Capa, Mort d'un soldat républicain.
Pendant plusieurs années, la véritable identité de l’homme photographié a été sujet à controverse en raison du fait que certains accusaient Robert Capa d'avoir mis en scène cette photo.
Mais si cela semblait s'être d'abord révélé faux, en juillet 2009, le journal de Barcelone El Periódico a publié les résultats d'une étude sur le sujet qui concluait que la photographie avait été mise en scène,,,,.

## Notices
- Dictionnaire international des militants anarchistes : notice biographique.